# Bienal de Flamenco

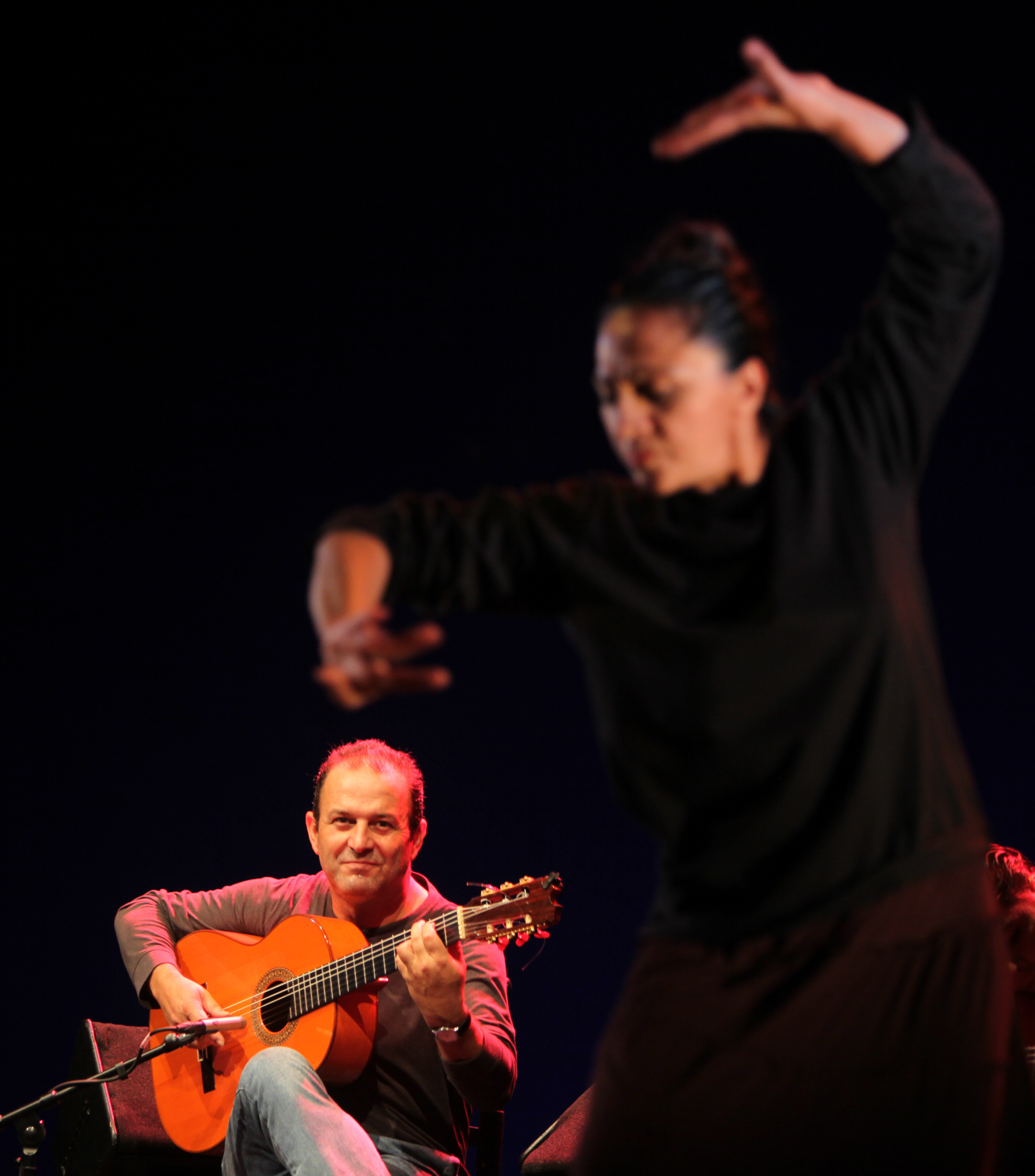
Espectáculo de la bienal de flamenco de 2012.

La Bienal de Flamenco es un festival flamenco celebrado en Sevilla, España, cada dos años en diferentes teatros de la ciudad. Este festival sirve de escaparate para bailaores, cantaores y guitarristas del mundo del flamenco, ya sean jóvenes valores o figuras de primer nivel, representando tanto al flamenco puro como a las nuevas tendencias en el mundo del flamenco.
La Bienal se celebró por primera vez en 1980. En la primera edición, el director fue José Luis Ortiz y la publicidad se hizo con un cartel diseñado por Joaquín Sáenz.
Desde 2014, la Bienal está asociada con la Bienal de Arte Flamenco de París que tiene lugar cada dos años en el teatro parisino de Chaillot, con el objetivo de «desarrollar proyectos conjuntos (incluyendo apoyo a la producción) y liderar un debate abierto sobre el flamenco más allá de las fronteras españolas», según declaró su director.

## XV Bienal de 2008
Se celebró entre el 10 de septiembre y el 11 de octubre de 2008. Con el lema de “Las músicas del flamenco”, estuvo formada por 54 espectáculos. En esta edición participaron, entre otros, Enrique Morente, Manolo Sanlúcar, María Pagés, Israel Galván, Juan Manuel Cañizares, Isabel Bayón, Javier Barón, Arcángel, Andrés Marín, Rocío Molina, Estrella Morente y El Lebrijano.

### Premios[2]
- Giraldillo al Cante a Esperanza Fernández
- Giraldillo al Baile a Israel Galván
- Giraldillo al Toque a Juan Carlos Romero
- Giraldillo a la Maestría a Pepa Montes
- Giraldillo Revelación a Asunción Pérez
- Giraldillo a la Innovación a Ti-me-Ta-ble de Marcos Vargas y Chloé Brûlé
- Giraldillo al Mejor Espectáculo a Autorretrato de María Pagés
- Giraldillo a la Mejor Dirección Escénica a Sara Baras por Carmen
- Giraldillo a la Mejor Coreografía ex aequo a Rocío Molina y Rafaela Carrasco
- Giraldillo a la Mejor Música a Manolo Sanlúcar por el espectáculo "Baldomero Ressendi. La voz del color"[3]
- Giraldillo "Momento Mágico Bienal 2008" al arranque y al desarrollo de la soleá final de "Tórtola Valencia" de Isabel Bayón interpretada por Matilde Coral y Miguel Poveda
- Giraldillo a la Interpretación Musical a Pedro Ricardo Miño[4]
- Giraldillo al Acompañamiento a Rafael Rodríguez "Cabeza"
- Giraldillo Especial del Jurado a El final de este estado de Cosas Redux

## XVI Bienal - 2010
La XVI bienal se celebró entre el 15 de septiembre y el 9 de octubre de 2010, con el lema “Flamenco de viva voz”. Su director fue Domingo González. Como artistas participantes destacan Miguel Poveda en la inauguración y Paco de Lucía en la clausura. La bienal supuso 56 espectáculos durante 26 días en los que destacaron artistas como El Lebrijano, Agujetas, José Menese, Rocío Molina, Farruquito, Tomatito, Estrella Morente, Moraíto Chico, Arcángel, Dorantes, Eva Yerbabuena y María Pagés.

### Premios[6]
- Giraldillo al Cante a Pansequito por Un canto a la libertad
- Giraldillo al Baile a Isabel Bayón por En la horma de sus Zapatos
- Giraldillo al Toque a Juan Carlos Romero por El agua encendida
- Giraldillo a la Maestría a Moraíto
- Giraldillo Revelación a David Carmona
- Giraldillo a la Innovación a Pastora Galván por Pastora
- Giraldillo al Mejor Espectáculo a “Dunas” de María Pagés y Sidi Larbi Cherkaoui
- Giraldillo a la Mejor Dirección Escénica a Juan Ruesga por Cuando yo era... de Eva Yerbabuena
- Giraldillo a la Mejor Coreografía a Rubén Olmo por Tranquilo alboroto
- Giraldillo a la Mejor Música a Salvador Gutiérrez y Andrés Marín por La Pasión según se mire
- Giraldillo "Momento Mágico Bienal 2010" a La Pasión según se mire, por el baile de Andrés Marín con Concha Vargas
- Giraldillo a la Interpretación Musical a Renaud Garcia-Fons (contrabajo) en el espectáculo ¡Sin muros! de Dorantes
- Giraldillo de Cante para el Baile a José Valencia por Pastora y An Cá Paula
- Giraldillo al Acompañamiento ex aequo a Antonio Carrión por Así se cantaba y así cantan y a Ramón Amador por "Pastora"
- Giraldillo Especial del Jurado a Miguel Poveda por su espectáculo Historias de viva voz
- Giraldillo de Honor a Paco de Lucía
- Insignia Gallo de Oro al NIÑO MIGUEL

## XVII Bienal - 2012

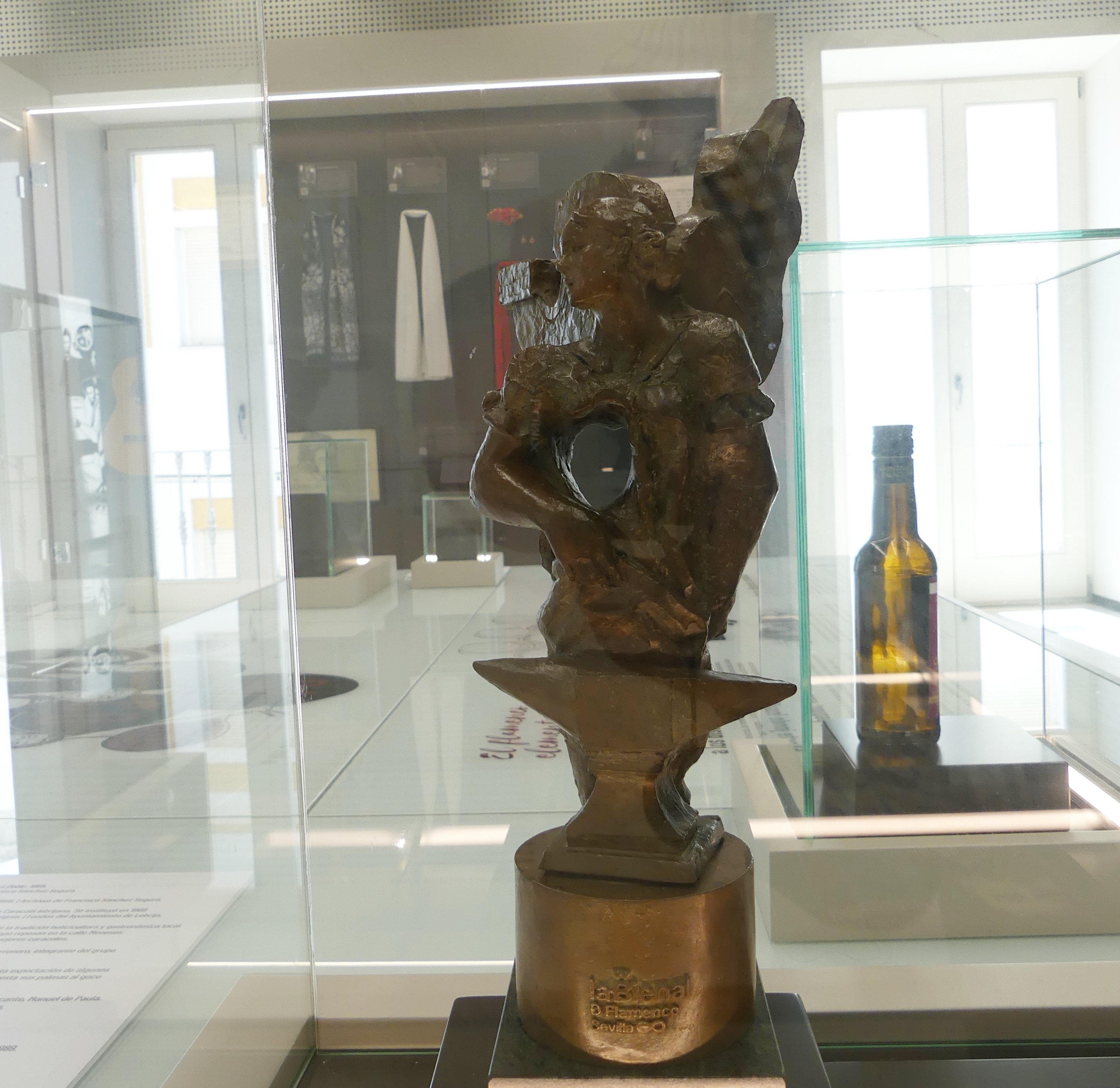
Giraldillo al Cante concedido en 2012 a José Valencia en la Bienal de Flamenco de Sevilla. Centro del Flamenco de Lebrija.

Se celebró entre el 3 y el 30 de septiembre de 2012, con la dirección artística de Rosalía Gómez. El festival inauguró el Auditorio de Fibes.

### Premios[7]
- Giraldillo al Cante a José Valencia
- Giraldillo al Cante de Acompañamiento a José Ángel Carmona
- Giraldillo al Baile a María Pagés
- Giraldillo al Toque a Antonio Rey y Dani de Morón
- Premio al Toque de Acompañamiento a Juan Requena
- Giraldillo al Espectáculo a Aleluya erótica
- Giraldillo a la Coreografía a La Consagración
- Giraldillo a la Dirección de Escena a Juan Kruz Díaz de Garaio Esnaola por Romances
- Giraldillo a la Música a Las idas y las vueltas
- Giraldillo a la Artista Revelación a Patricia Guerrero
- Giraldillo a la Maestría a Javier Latorre
- Premio Momento Mágico a El Pele
- Premio Especial del Jurado a La punta y la raíz

## XVIII Bienal - 2014
Algunos de los artistas destacados que participaron en 2014 fueron Israel Galván, Merche Esmeralda, José de la Tomasa, Rocío Márquez, Tomatito y Dani de Morón.

### Premios 2014[9]
- Giraldillo Ciudad de Sevilla a Enrique Morente y Juan Peña El Lebrijano por el carácter extraordinario de sus aportaciones al flamenco a lo largo de sus trayectorias artísticas y a su especial vinculación con la ciudad de Sevilla.
- Giraldillo al Cante a Antonio Reyes, por incorporar su personalidad al legado de los grandes maestros.
- Giraldillo al Baile a Farruquito, por renovar desde la emoción una forma singular del baile.
- Giraldillo al Toque a Miguel Ángel Cortés, por su madurez en todas las facetas de la guitarra flamenca.
- Giraldillo al mejor espectáculo a “Imágenes” del Ballet Flamenco de Andalucía, por mantener viva la memoria de sus maestros a través de una sobresaliente labor coreográfica.
- Giraldillo revelación a Manuel Valencia, por sus originales aportaciones al toque tradicional.
- Giraldillo a La maestría a Rafael Riqueni por su sevillanísima música universal, que lo sitúa entre los más grandes maestros de la historia de la guitarra.

## XIX Bienal - 2016

### Premios 2016[10]
- Giraldillo al cante: Marina Heredia
- Giraldillo al baile: Rocío Molina.
- Giraldillo al toque: Vicente Amigo.
- Giraldillo al mejor espectáculo: “Catedral“ de Patricia Guerrero.
- Giraldillo a la innovación: “Diálogos de viejos y nuevos sones” de Fahmi Alqhai y Rocío Márquez.
- Giraldillo revelación: María Terremoto.
- Giraldillo “Ciudad de Sevilla”: “Bailando una vida”.
- Giraldillo a propuesta del jurado: Al cuerpo de baile del Ballet Flamenco de Andalucía.
- Giraldillo al momento mágico: José Valencia, por la evocación del maestro Juan “El Lebrijano” en el espectáculo “De Sevilla a Cádiz”.